# 9584 Louchheim
9584 Louchheim este un asteroid din centura principală de asteroizi.

## Descriere
9584 Louchheim este un asteroid din centura principală de asteroizi. A fost descoperit pe 25 iulie 1990 la Observatorul Palomar de Henry E. Holt. Asteroidul prezintă o orbită caracterizată de o semiaxă mare de 2,42 ua, o excentricitate de 0,23 și o înclinație de 6,2° în raport cu ecliptica.